# Bekveld
Bekveld est une localité des Pays-Bas qui fait partie de la région d’Achterhoek, commune de Bronckhorst.